# Synagoga Arona Czlenowa i Zalmy Krenicera w Łodzi
Synagoga Arona Czlenowa i Zalmy Krenicera w Łodzi – prywatny dom modlitwy znajdujący się w Łodzi przy ulicy Wschodniej 25.
Synagoga została zbudowana w 1895 roku z inicjatywy Arona Czlenowa i Zalmy Krenicera. Mogła ona pomieścić 32 osoby. Podczas II wojny światowej hitlerowcy zdewastowali synagogę.